# Pontocythere elongata
Pontocythere elongata är en kräftdjursart som först beskrevs av Brady 1868.  Pontocythere elongata ingår i släktet Pontocythere och familjen Cushmanideidae. Inga underarter finns listade i Catalogue of Life.